# Sopedet

Sopedet

Sopedet (Sothis), divinità egizia identificata con la stella Sirio appartenente alla costellazione Canis Major.
| M44 | t · N14 |

con le varianti
| M44 | t · N14 | I15 |

| s | M44 | p · D46 | t · N14 |

spdt - Sopedet
La grande importanza attribuita dagli egizi a questa stella era legata alla levata eliaca della stella stessa, fenomeno, ricorrente ogni 1460 anni su cui erano basati i calcoli dei calendari egizi e che ha permesso la correlazione di detti calendari con il nostro.
Sopedet era la controparte femminile, detta paredra, di Sopdu (Soped).
Anche nel culto dei morti la dea aveva notevole importanza: considerata madre e sorella del sovrano defunto lo guidava e lo nutriva, nel cielo, durante il viaggio nella duat.
Nell'iconografia Sopedet compare sia come donna recante sul capo la corona hemhemet che come bovina essendo anche vista come una manifestazione della dea Hathor. Compariva anche in piedi sulla barca che le consentiva il viaggio nelle acque del cielo.